# Видигал, Литу
Жозе Карлуш Фернандеш Видигал (Литу Видигал; порт. José Carlos Fernandes Vidigal; род. 11 июля 1969, Луанда, колонии Португалии) — ангольский футболист и тренер.

## Карьера

### Футболиста
В раннем возрасте переехал в Португалию, где начал карьеру местных низших лигах. Со временем Видигал пробился в Примейру, где выступал за «Белененсеш» и «Санта-Клару». Вызывался в расположение сборной Анголы. Вместе с ней защитник в 1998 году принял участие в Кубке африканских наций в Буркина-Фасо. Всего за национальную команду Видигал провёл 16 матчей.

### Тренера
После завершения карьеры Видигал приступил к тренерской работе. Поруководив несколькими португальскими командами, специалист в 2011 году возглавил сборную Анголы. Через год он покинул свою должность. Поводом для ухода с поста наставника «чёрных антилоп» послужила неудача на Кубке африканских наций в Габоне и Экваториальной Гвинеи. В рамках континентального первенства ангольцы не смогли преодолеть групповую стадию
Поработав в Ливии и на Кипре, специалист вернулся в Португалию, где стал главным тренером «Ароки». Под его руководством команда добилась своего наивысшего достижения, заняв пятое место в Примейре. Этот результат позволил подопечным Видигала пробиться в еврокубки. В апреле 2016 года анголец рассматривался на должность наставника украинского «Днепра». Следующий сезон во главе «Ароки» получился неудачным — клуб покинул Примейру. Уже по ходу турнира тренер покинул свою должность.
В 2017 году специалист встал у руля израильского «Маккаби» из Тель-Авива. Но вскоре он уступил место на тренерской скамейке спортивному директору клуба Йорди Кройфу.
В конце 2019 года стало известно, что Видигал возглавил «Виторию» (Сетубал). За последние два года он во второй раз вернулся в эту команду.

## Семья
У Литу Видигала есть восемь братьев и четыре сестры. Многие из них также посвятили свою жизнь футболу. Четверо его братьев также играли за португальские футбольные клубы. Самым известным из них является Луиш Видигал (род. 1973). Он поиграл за сборную Португалии, в составе которой становился бронзовым призёром Чемпионата Европы 2000 года. Племянник тренера Андре (род. 1998) вызывался в молодежную сборную Португалии.